# Henri Durrieu de Madron
Henri Durrieu de Madron est un médecin et résistant français, né le 17 juin 1906 à Mirepoix et mort le 19 mars 1982 à Perpignan.

## Biographie
De son nom complet, Henri, Isidore, Félix Durrieu de Madron est médecin à Perpignan pendant l'occupation allemande, il s'occupe beaucoup à l'âge adulte de scoutisme (éclaireurs unionistes) et mise en œuvre, en 1943, à partir d'anciens scouts âgés de 18, 19 et 20 ans à la libération, un corps franc de résistants FTPF dit Front National. Grossie par cooptation, cette unité se compose d'une trentaine de membres et elle est commandée par Maymard (fils du directeur départemental des douanes de Perpignan). Elle participe, entre autres, à la libération de Perpignan en août 1944 puis elle est dissoute. Le docteur Durrieu est membre de la SFIO puis de l'UDSR.
Le 25 mai 1944, il est arrêté par les Allemands. Condamné à mort, il a la chance d'être libéré le 16 août dans l'Hérault par la Résistance grâce à la complicité des gardiens qui encadraient son transfert vers Toulouse où il devait être exécuté,.

## Publication
- Paul Courmont (d) (1871-1951) (dir.), Université de Lyon (Thèse pour obtenir le grade de docteur en médecine), Étude comparée des méthodes de titrage des sérums antidiphtériques : titrages effectués à l'institut bactériologique de Lyon, Lyon, Bosc frères, M. et L. Riou, 1932, 96 p., 25 cm (OCLC 994004517, SUDOC 20314807X, présentation en ligne).

## Décorations
Henri Durrieu de Madron est récipiendaire des décorations suivantes :
- Officier de la Légion d'honneur[Quand ?][4] ;
- Croix de guerre 1939–1945[4] ;
- Médaille de la Résistance française (décret du 31 mars 1947)[7] ;
- Croix du combattant volontaire de la Résistance[4].